# Halsamphora des Exekias (Berlin F 1720)
Die Halsamphora des Exekias ist eine Amphore im schwarzfigurigen Stil des attischen Töpfers und Vasenmalers Exekias. Sie befindet sich im Besitz der Antikensammlung Berlin, wo sie unter der Katalognummer F 1720 geführt und im Alten Museum ausgestellt ist. Sie zeigt auf einer Seite den Kampf des Herakles mit dem nemeischen Löwen, auf der anderen Seite Akamas und Demophon, die Söhne des Theseus. Die Theseussöhne werden auf dieser Vase erstmals in der attischen Kunst gezeigt. 

## Datierung und Maler
Die Amphora wird in die Zeit um 545/40 v. Chr. datiert und ist im zu der Zeit üblichen schwarzfigurigen Stil ausgeführt. Auf dem Mündungsrand befindet sich eine Signatur, die Exekias sowohl als Töpfer als auch als Maler der Vase nennt («ΕΧΣΕΚΙΑΣ ΕΓΡΑΦΣΕ ΚΑ ΠΟΕΣΕ ΕΜΕ» «EKhSEKIAS EGRAPhSE KA POESE EME» – „Exekias bemalte und machte mich“). Der Maler Exekias gilt als Meister der schwarzfigurigen Vasenmalerei, die er zu ihrem künstlerischen Höhepunkt führte. Er führte einige Neuerungen und Verbesserungen ein, die zum Teil auch bei dieser Amphora zum Tragen kommen.

## Beschreibung

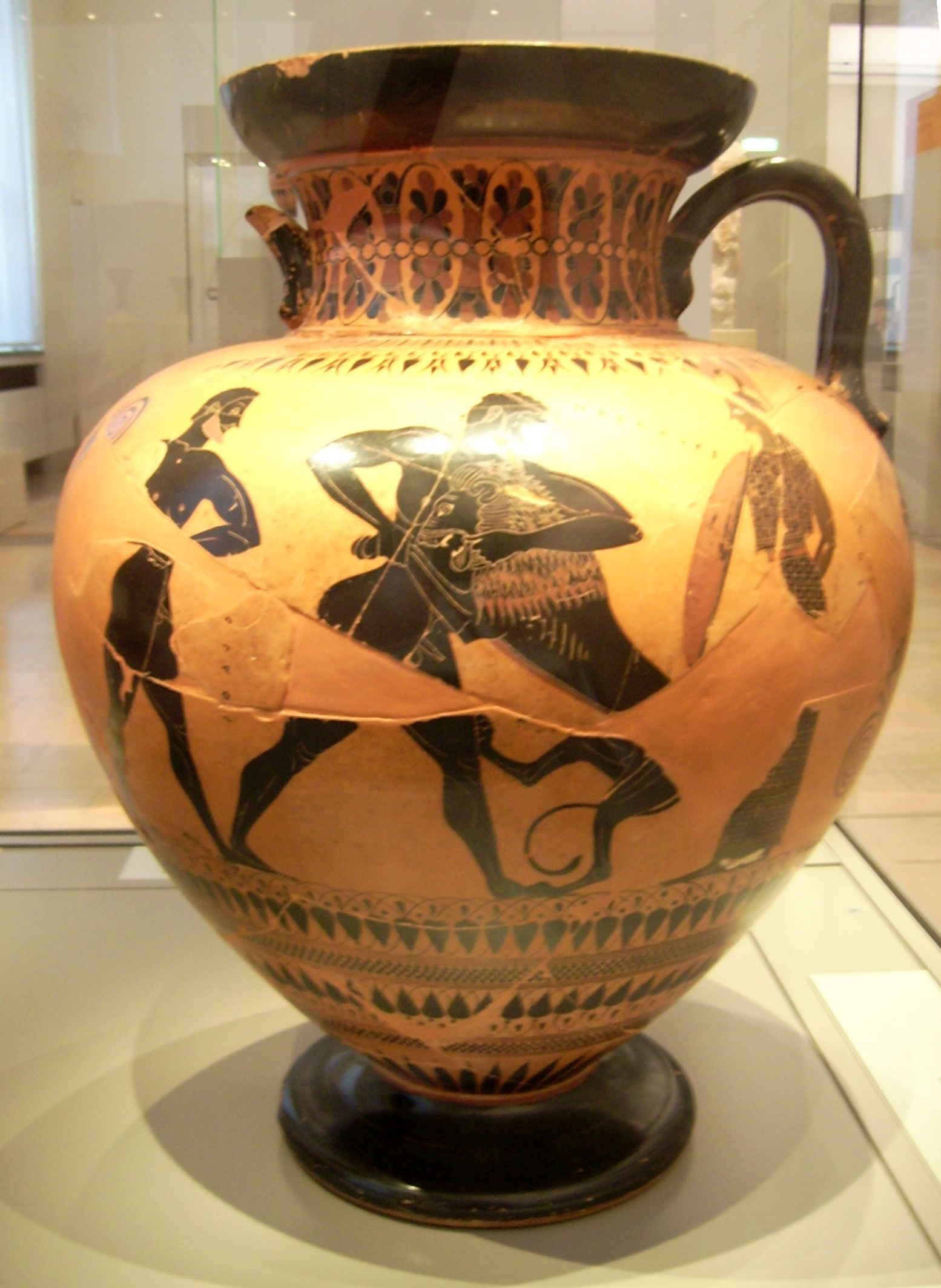
Herakles kämpft mit dem nemeischen Löwen

Die Halsamphora aus Ton ist 40,5 cm hoch. Die Vase ist fragmentiert, aber zu weiten Teilen erhalten. Auffällig ist besonders das Fehlen eines der beiden Henkel, zudem fehlen einige Scherben des Vasenkörpers. Die erhaltenen Teile sind in gutem Zustand.
Beide Seiten der Amphora sind in der Bauchzone sowohl oben als auch unten von Ketten aus gemalten und stilisierten Lotusblüten und Lotusknospen eingerahmt. Die Henkelzonen sind mit Voluten und Palmetten verziert. Die Bilder der beiden Seiten sind gleichrangig und nicht wie in späterer Zeit meist üblich in ein vorderes Hauptbild und ein weniger blickfangendes Bild auf der Rückseite unterteilt.

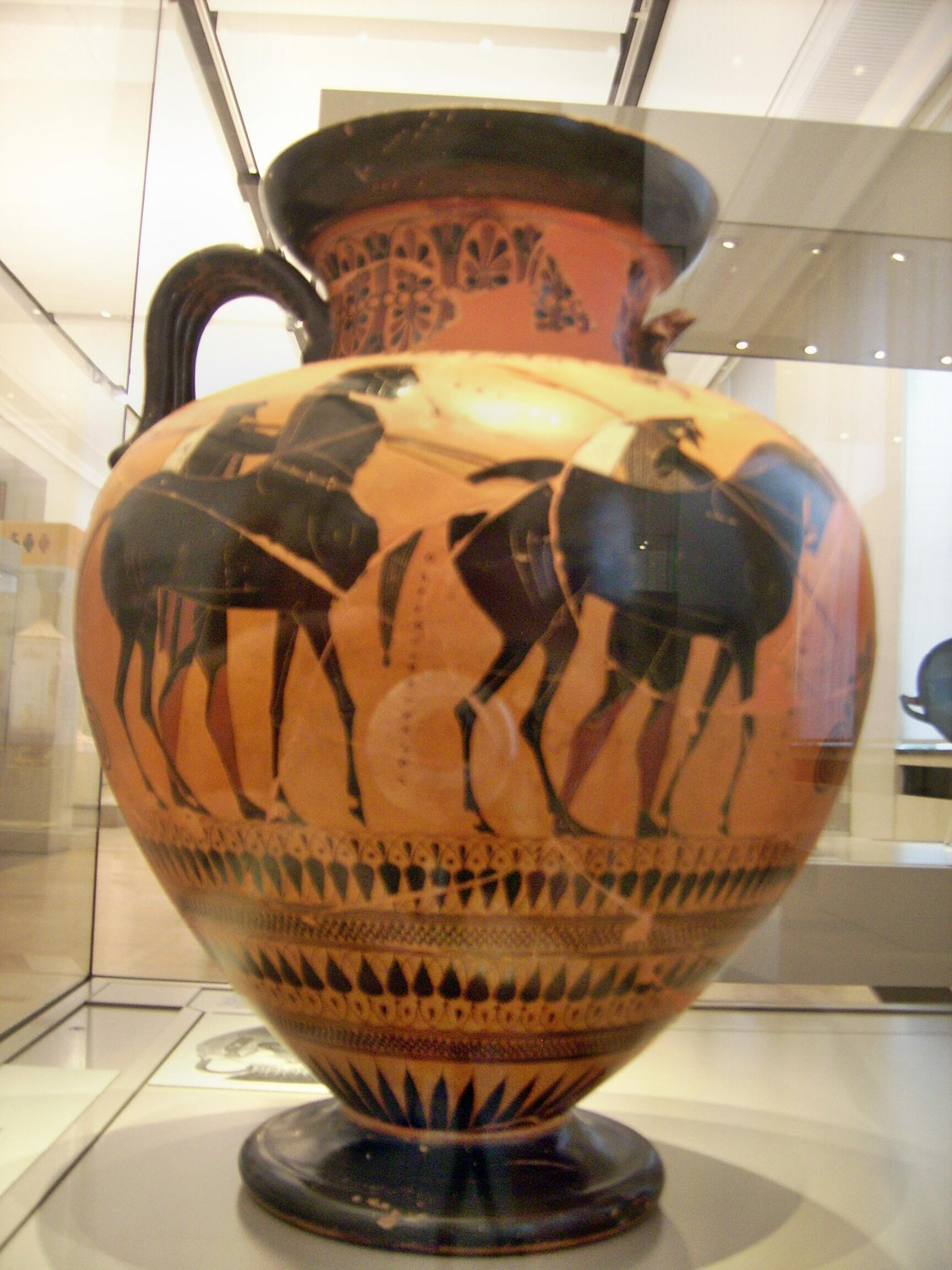
Akamas und Demophon mit ihren Pferden

Auf einer Seite ist der Kampf zwischen Herakles und dem nemeischen Löwen dargestellt und zeigt damit eine der zwölf Aufgaben, die der Sohn des Zeus im Auftrag des Königs Eurystheus ausführen muss. Herakles erwürgt den ansonsten unverwundbaren Löwen im Beisein seines Bruders Iolaos und der Göttin Athena, die den Kampf interessiert, aber praktisch unbeteiligt beobachten. Sie wirken, als würden sie den Kampfplatz eingrenzen. Der nackte Herakles hat seinen linken Arm um den Nacken des Löwen gelegt und hält eine Pranke des Löwen mit der rechten Hand. Der Löwe versucht sich aus dem Griff des Heros zu befreien. Manche Einzelheiten sind in roter Deckfarbe hervorgehoben, wie zum Beispiel die Bärte der Brüder, der Schild der Athena oder auch Teile der Löwenmähne. Auf der anderen Seite der Vase sind die beiden Söhne des Theseus, Akamas und Demophon mit ihren Pferden, die wie die menschlichen Helden durch Beischriften namentlich als Kaliphora und Phalios benannt sind, zu sehen. Zwischen beiden Pferden, die von ihren Besitzern nach rechts geführt werden, verläuft eine senkrechte Lieblingsinschrift: „Onetorides kalos“ („Onetorides ist schön“). Beide Männer tragen ihre großen Rundschilde über dem Rücken hängend und jeweils zwei Speere auf der Schulter gelagert. Die Schilde sind in weißer Deckfarbe hervorgehoben. Die Helme haben in Rot gefasste hohe Büsche. Die Theseussöhne werden hier bei ihrem Aufbruch zum Trojanischen Krieg gezeigt.

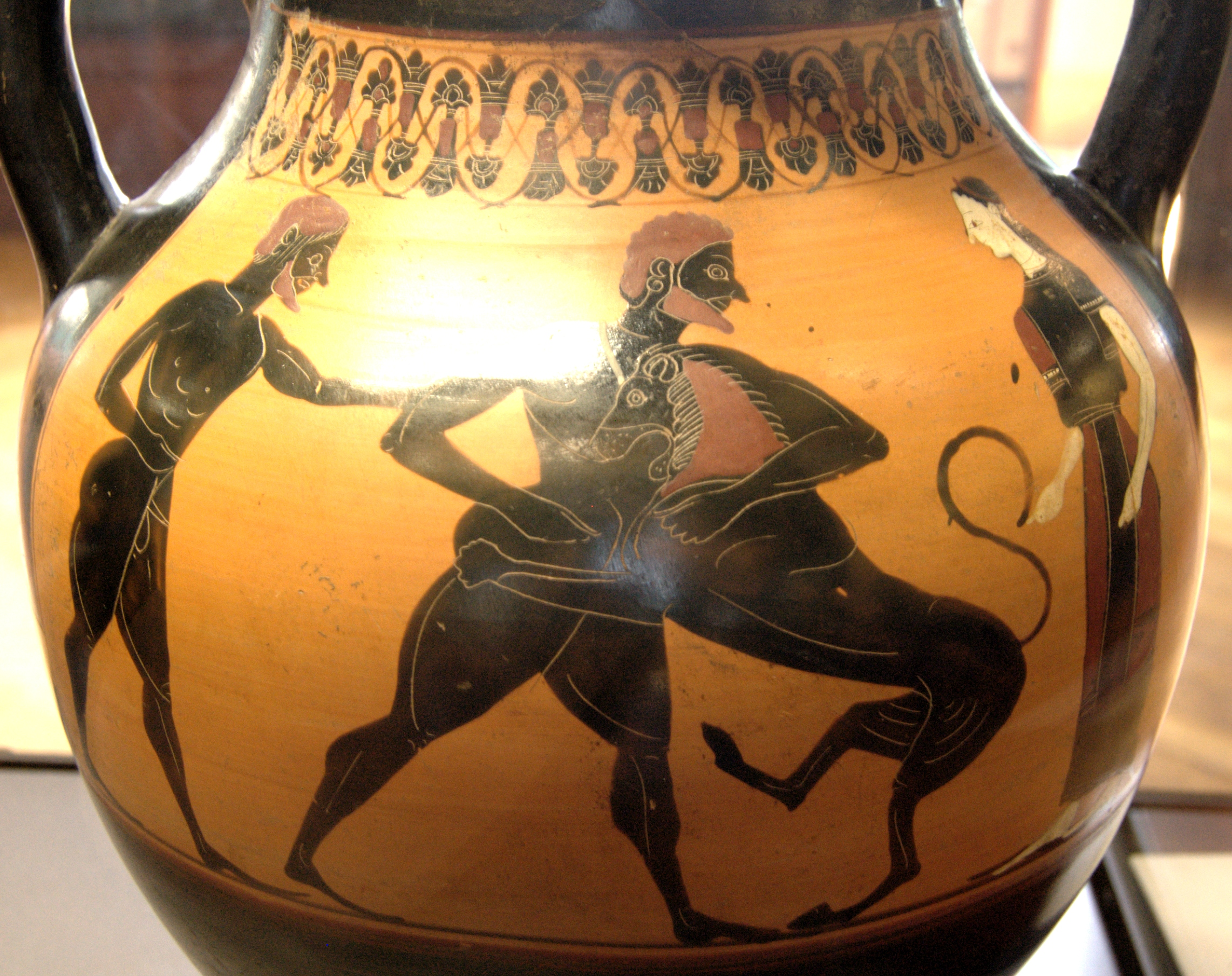
Iolaos, der Kampf zwischen Herakles und dem Löwen sowie Athena auf einer schwarzfigurigen Amphora der Gruppe von London B 174, Paris, Louvre F 33, um 540 v. Chr.

Die Bilder können als Gegenüberstellung zweier griechischer Gegenden verstanden werden, die nicht selten miteinander konkurrierten. Herakles ist der Held des Peloponnes, die Theseussöhne repräsentieren das attisch-athenische Selbstverständnis. Auf dieser Vase werden die Theseussöhne erstmals in der attischen Kunst dargestellt. Gerade die Szene des Aufbruchs in den Trojanischen Krieg zeigt ein wachsendes Selbstbewusstsein der Athener. Die Teilnahme am sagenhaften Trojanischen Krieg ihrer Heroen hebt Athen symbolisch in eine Reihe mit den traditionsbewussten Stadtstaaten des Peloponnes, darunter der vorherrschenden Macht der Zeit, Sparta. In Zukunft wurden die Theseussöhne in der attischen Kunst Träger und Symbol des neuen Selbstbewusstseins der athenischen Aristokratie. Der Kampf zwischen Herakles und dem nemeischen Löwen ist ein häufiges Motiv der schwarzfigurigen Vasenmalerei dieser Zeit.

## Fund- und Restaurationsgeschichte
Neben der kunsthistorischen Bedeutung ist das Schicksal der Vase und einzelner Vasenteile seit deren Auffindung von archäologisch-historischem Interesse. Man fand die Vase in der etruskischen Nekropole bei Ponte dell’Abbadia in der Nähe von Vulci. In Athen produzierte man Vasen zu einem Großteil für den Export nach Etrurien, wo sie nicht selten als Grabbeigaben verwendet wurden. Deshalb wurden viele der Werke des Exekias in etruskischen Grabanlagen gefunden. Schon bei der Auffindung – in den etruskischen Gräbern bei Vulci grub man seit 1828 – war die Vase zerbrochen und wahrscheinlich auch nicht mehr vollständig erhalten. Die noch aufgefundenen Scherben wurden offenbar nur sehr nachlässig zusammengestellt. Die Restauratoren ergänzten die Vase nach heutigen Erkenntnissen zudem zum Teil fehlerhaft. Wie es in der Mitte des 19. Jahrhunderts üblich war, wurden fehlende Stellen zudem aufwendig übermalt, um den Eindruck eines vollständigen Kunstwerkes zu erwecken. Nach der Restaurierung kam die Vase in den Besitz des Malers Eduard Magnus. Der Kauf solch kleinerer Kunstwerke war zu der Zeit Mode – vor allem, wenn man sich keine anderen, teureren und höher bewerteten Kunstwerke wie antike Statuen oder Schmuckstücke leisten konnte. Zusammen mit anderen seiner Stücke, die als Dorow-Magnus’sche Sammlung bezeichnet werden, gelangte die Amphora nur wenig später, 1831, in das gerade neu gegründete Museum am Lustgarten. Sie stand gemeinsam mit anderen Ausstellungsstücken aus dem Bereich der Kleinkunst im Souterrain des Museums. Nach dem von Konrad Levezow verfassten Sammlungskatalog von 1834 stand die Vase auf einem der an prominenter Stelle platzierten Glastische. Als die Kleinkunstsammlung ins Neue Museum verlegt wurde, brachte man auch die Amphora des Exekias dorthin.
In den 1920er Jahren musste die Vase aus heute nicht mehr nachprüfbaren Gründen erneut restauriert werden. Dabei wurden die Retuschen und Ergänzungen der ersten Restaurierung zu einem großen Teil entfernt. Nun waren die Ergänzungen von den originalen Scherben unterscheidbar. Mit der kriegsbedingten Schließung und Auslagerung der Artefakte wurde auch Berlin F 1720 in Kiste 167 im Zoobunker eingelagert. 1945 kam die Kiste als Beutekunst in die Sowjetunion. Im Zuge der Kunstrückgabe an die DDR kam die Vase 1958 – anders als mehrere andere Stücke der Kiste 167 – zurück in die Antikensammlung Berlin, die nun zweigeteilt in Ost- und West-Berlin untergebracht war. Die Exekias-Vase war eine der wenigen Vasen, die ins Ostberliner Pergamonmuseum kam, da der Großteil des Vasenbestandes im Magazin eingelagert war, Magazinbestände an einem anderen Ort gelagert wurden und nach dem Krieg den Grundstock der West-Berliner Antikensammlung in Charlottenburg bildeten. Die Amphora wurde in der ständigen Ausstellung des Museums präsentiert.
In den 1970er Jahren fand die Archäologin Erika Kunze-Götte bei Arbeiten zu einem Band des Corpus Vasorum Antiquorum in den Staatlichen Antikensammlungen in München ein zweiteiliges Fragment, von dem sie vermutete, dass es zur Exekias-Amphora gehöre. In der Folgezeit begann ein reger Briefverkehr zwischen München und Ostberlin. Fotos und Umrisszeichnungen wurden ausgetauscht und Messungen vorgenommen. Ein Silikonabguss bestätigte schließlich die Zusammengehörigkeit der Stücke. Vermutlich waren die einzelnen Scherben erst später gefunden oder fälschlicherweise nicht als zusammengehörig erkannt worden. Bei der Überlegung, ob man einen Tausch vornehmen oder eine Dauerleihgabe vereinbaren sollte, einigte man sich auf einen Tausch. Als Austauschobjekt sollten die Antikensammlungen in München einen nur ornamental bemalten schwarzfigurig-polychromen Deckel aus dem Pergamonmuseum bekommen. Obwohl man sich so schnell auf wissenschaftlicher Basis geeinigt hatte, kam es dann zu einem erheblichen Zeitverzug, da die DDR-Behörden sieben Jahre brauchten, um das Tauschgeschäft abzusegnen. Am 7. Januar 1988 kam es schließlich in München zum Austausch der Stücke.

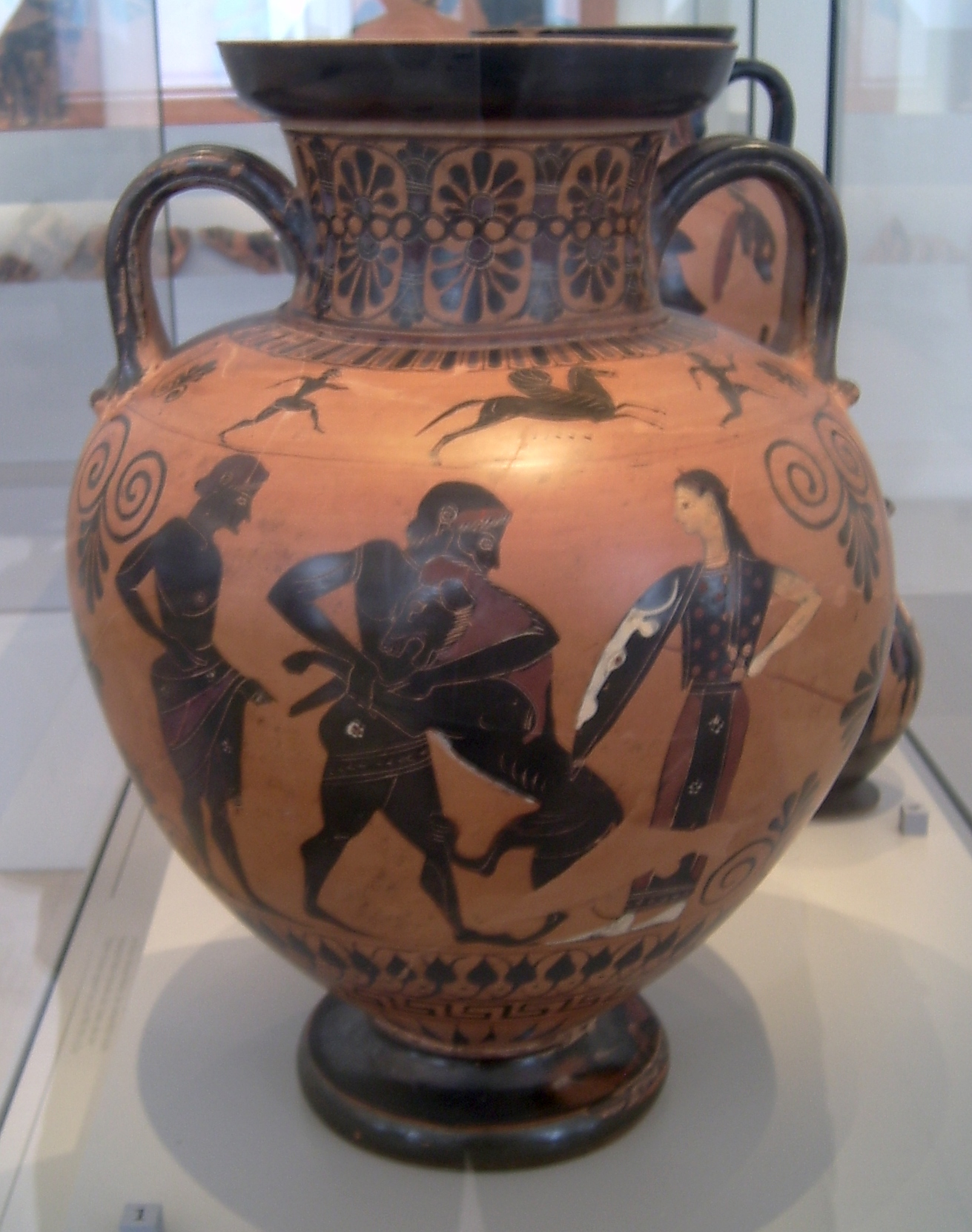
Berlin, Antikensammlung F 1717, Amphora der Gruppe E, ebenfalls mit der Darstellung des Kampfes von Herakles gegen den nemeischen Löwen, aus derselben Zeit, heute zusammen mit der Amphora F 1720 präsentiert

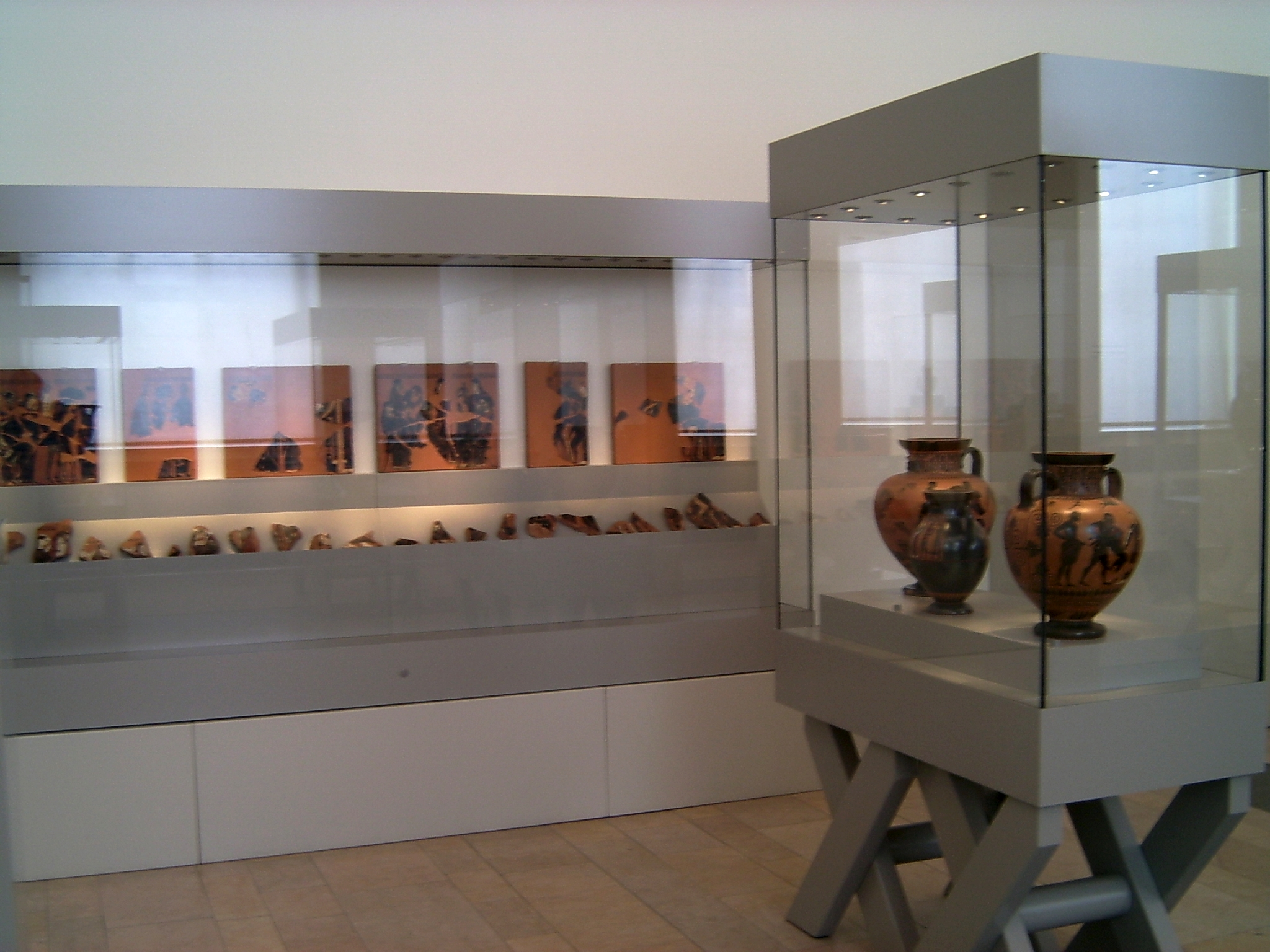
Präsentation der Arbeiten des Exekias und der Gruppe E in Berlin bis 2010

Nach der Vereinigung der Stücke musste die Vase ab 1990 erneut restauriert werden. Zunächst versuchte man, die alte Ergänzung herauszuschneiden und das neue Fragment einzufügen. Dabei wurde festgestellt, dass die Fehlstelle von den früheren Restauratoren zu klein bemessen worden war. Somit musste die Vase auseinandergenommen werden. Doch stellte sich dies letztlich als Glücksfall heraus. So fand die Restauratorin Priska Schilling beispielsweise unter alten Übermalungen den Buchstaben o der Beischrift (I)olaos. Außerdem wurde am ergänzten Henkel ein noch originaler Henkelansatz gefunden. Auf mehreren Scherbeninnenseiten fand man zierliche eingeritzte Inschriften wie „o pais kalos“ („der Knabe ist schön“) und „kalos“ („schön“). Es wird vermutet, dass das ein Scherz eines früheren Restaurators, möglicherweise von Domenico Campanari in der ersten Hälfte des 19. Jahrhunderts, war. 1991 war die Restaurierung der Vase abgeschlossen.
Heute ist die Vase im Alten Museum ausgestellt, wo sie zusammen mit den Grabtafeln des Exekias und der Amphora F 1717 der Gruppe E präsentiert wird. Die Amphora aus derselben Zeit zeigt ebenfalls den Kampf des Herakles mit dem nemeischen Löwen.